# Pacificatiewet
De Belgische Pacificatiewet van 9 augustus 1988 was een akkoord tussen Vlamingen en Franstaligen en de politieke ideologische families dat de communautaire problemen die ontstaan waren na de staatshervorming van 1980 moest wegwerken. Het bevestigde het speciaal statuut van sommige faciliteitengemeenten, door specifieke regels in te voeren die alleen gelden in Voeren, Komen-Waasten en de zes randgemeenten (Kraainem, Wezembeek-Oppem, Sint-Genesius-Rode, Drogenbos, Linkebeek en Wemmel).
Het werd doorgevoerd onder de regering-Martens VIII en was onderdeel van de derde staatshervorming.

## Aanleiding
Het feit dat bijvoorbeeld burgemeester José Happart en OCMW-voorzitter Capart in de Vlaamse faciliteitengemeenten, respectievelijk Voeren en Kraainem, weigerden Nederlands te spreken, vormde een communautair probleem. Door het territorialiteitsprincipe werd immers verwacht dat verkozenen de taal van het taalgebied waarin de gemeente ligt, spreken.

## Inhoud
Enkele wetswijzigingen:
- De burgemeester, schepenen, gemeenteraadsleden en OCMW-raadsleden moeten de taal kennen van het taalgebied waarin de gemeente is gelegen. Door het feit van hun verkiezing of benoeming bestaat het vermoeden dat ze de taalkennis bezitten. Voor wie rechtstreeks verkozen is, is dit vermoeden onweerlegbaar. Voor andere mandatarissen kan dit vermoeden weerlegd worden door bewijs te leveren.
- In de faciliteitengemeenten Voeren, Komen-Waasten en de zes in de Brusselse Rand worden schepenen en OCMW-raadsleden rechtstreeks verkozen (elders worden zij gekozen door de gemeenteraad). De OCMW-voorzitter wordt benoemd door de Vlaamse regering op voordracht van de OCMW-raad. Daardoor kan enerzijds de taalkennis van OCMW-raadsleden en schepenen niet in vraag gesteld worden (want ze worden rechtstreeks verkozen). Anderzijds zal de oppositie (als ze groot genoeg is) zeker zijn van een vertegenwoordiging in het schepencollege. Bovendien beslist het schepencollege daar bij consensus (in andere gemeenten bij meerderheid), zoniet komt het agendapunt op de gemeenteraad (die wel bij gewone meerderheid beslist).
- Toezicht van de gouverneur op Voeren en Komen-Waasten: De provinciegouverneur van Limburg of Henegouwen mogen nog slechts op hun eentje optreden als het over de taalwetgeving gaat. Voor alle andere toezichtshandelingen hebben ze eerst de toestemming ("eensluidend advies") van het College van Provinciegouverneurs nodig, waarin de tien provinciegouverneurs samenkomen.

- Kieswetboek : Bij Europese en federale verkiezingen krijgen kiezers in de gemeenten Voeren (Nederlands taalgebied) en Komen-Waasten (Frans taalgebied) de mogelijkheid hun stem uit te brengen in respectievelijk Aubel (Frans taalgebied) en Heuvelland (Nederlands taalgebied).

De wijzigingen op gemeentelijk vlak werden kort erna toegepast bij de gemeenteraadsverkiezingen van oktober 1988.